# کیفیت زندگی (مراقبت‌های بهداشتی)

شاخص کیفیت زندگی The Economist Intelligence Unit، ۲۰۰۵

به‌طور کلی، کیفیت زندگی (QoL یا QOL) کیفیت درک شده زندگی روزمره یک فرد است؛ یعنی ارزیابی از رفاه یا عدم وجود آن. این شامل تمام جنبه‌های عاطفی، اجتماعی و جسمی زندگی فرد می‌شود. در مراقبت‌های بهداشتی، کیفیت زندگی مرتبط با سلامتی (HRQoL) ارزیابی چگونگی تأثیر سلامتی فرد در طول زمان توسط یک بیماری، ناتوانی یا اختلال است.

## اندازه‌گیری
نسخه‌های اولیه اقدامات مربوط به کیفیت زندگی مربوط به مراقبت‌های بهداشتی به ارزیابی‌های ساده توانایی‌های جسمی توسط یک ارزیابی کننده خارجی اشاره دارد (به عنوان مثال، بیمار می‌تواند از خواب برخیزد، غذا بخورد و بنوشد و از بهداشت شخصی خود مراقبت کند بدون اینکه از دیگران کمک بگیرد) یا حتی به یک اندازه‌گیری واحد (به عنوان مثال، زاویه‌ای که می‌توان یکی از اندام را خم کرد).
مفهوم فعلی کیفیت زندگی مرتبط با سلامتی اذعان می‌کند که افراد وضعیت واقعی خود را در رابطه با انتظار شخصی خود قرار می‌دهند. این مفهوم می‌تواند در طول زمان متفاوت باشد و به تأثیرات خارجی مانند طول و شدت بیماری، حمایت خانواده و غیره واکنش نشان دهد. مانند هر وضعیتی که شامل چندین رویکرد مختلف می‌باشد، مشخص شده‌است که امتیاز بیماران و پزشکان در یک وضعیت عینی یکسان به‌طور قابل توجهی متفاوت است. در نتیجه، کیفیت زندگی مربوط به سلامتی، هم‌اکنون با استفاده از پرسشنامه بیمار ارزیابی می‌شود. این موارد اغلب چند بعدی هستند و جنبه‌های جسمی، اجتماعی، عاطفی، شناختی، مربوط به کار و احتمالاً رویکردهای معنوی و همچنین طیف گسترده‌ای از علائم مربوط به بیماری، عوارض جانبی ناشی از درمان و حتی تأثیر مالی شرایط پزشکی را در بر می‌گیرند. اگرچه اغلب این اندازه‌گیری با اندازه‌گیری «وضعیت سلامت» به جای یکدیگر استفاده می‌شوند، اما هر دو مفاهیم مختلفی از کیفیت زندگی مرتبط با سلامتی و وضعیت سلامت را اندازه‌گیری می‌کنند.

### فعالیت‌های روزانه
از آنجا که مشکلات سلامتی حتی در اساسی‌ترین جنبه‌های زندگی روزمره نیز تداخل می‌کند (به عنوان مثال، تنفس راحت، کیفیت خواب، از بین بردن مواد زائد، تغذیه، لباس پوشیدن و سایر موارد)، مشاغل بهداشتی مفاهیم فعالیت‌های زندگی روزمره (ADL) و فعالیتهای ابزاری زندگی روزمره (IADL)را مدون کرده‌اند. چنین تجزیه و تحلیل و طبقه‌بندی کمک می‌کند حداقل تا حدی کیفیت زندگی قابل بررسی باشد. این مسئله اگرچه نمی‌تواند همه ذهنیات را از بین برد، اما می‌تواند از طریق کمیت‌سازی و کاهش تأثیرناپذیری به بهبود اندازه‌گیری کمک کند.

### مثال‌ها
مشابه سایر ابزارهای ارزیابی روان سنجی، پرسشنامه‌های مربوط به کیفیت زندگی مربوط به سلامتی باید از معیارهای کیفیت خاصی برخوردار باشند؛ از همه مهمتر از نظر قابلیت اطمینان و روایی. صدها پرسشنامه معتبر مربوط به کیفیت زندگی مربوط به سلامتی تهیه شده‌است که برخی از آنها مخصوص بیماری‌های مختلف است. پرسشنامه‌ها را می‌توان به دو دسته تقسیم کرد:
ابزارهای عمومی
- CDC HRQOL – 14 «اندازه‌گیری روزهای سالم»: یک پرسشنامه با چهار سؤال پایه و ده سؤال اختیاری که توسط مرکز کنترل و پیشگیری از بیماری‌ها (CDC) استفاده شده‌استhttps://www.cdc.gov/hrqol/hrqol14_measure.htm.
- بررسی کوتاه مدت سلامت در آزمایش‌ها بالینی و ارزیابی سلامت جمعیت استفاده می‌شود. مناسب برای تجزیه و تحلیل دارویی اقتصادی، با بهره‌گیری از سهمیه بندی مراقبت‌های بهداشتی.
- EQ-5D پرسشنامه کیفیت زندگی ساده https://euroqol.org.
- AQoL-8D یک پرسشنامه جامع[۵][۶] که HR-QoL را در بیش از ۸ حوزه ارزیابی می‌کند - زندگی مستقل، شادی، سلامت روان، کنار آمدن، روابط، ارزشمندی خود، درد، حواسhttps://www.aqol.com) .au

ابزارهای بیماری، اختلال یا شرایط خاص
- پرسشنامه سلامت کینگ (KHQ)
- مشاوره بین‌المللی پرسشنامه بی‌اختیاری-فرم کوتاه (ICIQ-SF) در بی‌اختیاری ادرار،[۷] ماژول سرطان ریه LC -13 از کتابخانه پرسشنامه کیفیت زندگی EORTC یا مقیاس اضطراب و افسردگی بیمارستان (HADS).
- ارزیابی کوتاه کیفیت زندگی منچستر: پرسشنامه ۱۶ ماده ای برای استفاده در جمعیت‌های روانپزشکی.
- ECOG که معمولاً برای ارزیابی تأثیر سرطان بر مبتلایان استفاده می‌شود.
- مقیاس NYHA، معمولاً برای ارزیابی تأثیر بیماری قلبی بر روی افراد استفاده می‌شود.
- سیستم اندازه‌گیری EORTC برای استفاده در آزمایش‌ها بالینی در آنکولوژی.[۸] این ابزارها به‌صورت محکم مورد آزمایش و تأیید قرار می‌گیرند[۹] و ترجمه می‌شوند.[۱۰] اکنون مقدار زیادی داده مرجع در دسترس است. حوزه HRQOL در دهه گذشته با صدها مطالعه جدید و گزارش بهتر آزمایش‌ها بالینی، رشد چشمگیری داشته‌است.[۱۱] به نظر می‌رسد HRQOL برای بقا در برخی از بیماری‌ها و بیماران پیش آگهی باشد.[۱۲][۱۳]
- WHO-Quality of Life-BREF (WHOQOL-BREF): یک بررسی کلی کیفیت زندگی که برای چندین کشور معتبر است.[۱۴]
- مقیاس کیفیت زندگی خاص سکته مغزی SS-QOL: این یک نتیجه بیمار محور است که برای ارزیابی کیفیت زندگی مرتبط با سلامتی (HRQOL) خاص فقط برای بیماران سکته مغزی ارائه شده‌است. این انرژی، نقش‌های خانوادگی، زبان، تحرک، روحیه، شخصیت، مراقبت از خود، نقش‌های اجتماعی، تفکر، عملکرد اندام فوقانی، بینایی و بهره‌وری کار را اندازه‌گیری می‌کند.[۱۵]
- در روماتولوژی، ابزارهای خاص بیماری مانند RAQoL[۱۶] برای آرتریت روماتوئید، OAQoL[۱۷] برای آرتروز، ASQoL[۱۸] برای اسپوندیلیت آنکیلوزان، SScQoL[۱۹] برای اسکلروز سیستمیک و PsAQoL[۲۰] برای افراد مبتلا به پسوریازیس ساخته شده‌است. آرتروز.